# Jaroslav II Izjaslavič
Jaroslav II Izjaslavič (in russo Ярослав II Изяславич?; 1132 circa – 1180 circa) fu principe di Kiev dal dicembre del 1173 al febbraio del 1174, e poi di nuovo da marzo a giugno del 1174; fu inoltre principe di Turov nel 1146, di Novgorod dal 1148 al 1154 e di Luc'k dal 1157 al 1180.
Della dinastia dei Rjurikidi, era figlio di Izjaslav II e di Agnese von Staufen (o Agnese di Franconia, figlia di Corrado III di Svevia).

## Biografia
Discendente diretto di Vladimir Monomaco, partecipò con il padre e il fratello maggiore, Mstislav II Izjaslavič, alle guerre contro il prozio Jurij Dolgorukij e contro i principi di Černihiv. Nel 1166, insieme ai fratelli Mstislav e Jaropolk, partecipò alla campagna contro i Cumani organizzata dallo zio, il granduca Rostislav I di Kiev.
Dopo la morte del fratello maggiore Mstislav (1170) e di Gleb Jur’evič (1171), Jaroslav diventò il principale contendente al principato di Kiev. Non essendo stato riconosciuto come pretendente per il ramo degli Ol'goviči dei Rjurikidi, il cui sovrano Svjatoslav Vsevolodovič aspirava egli stesso alla corona di Kiev, si appoggio allo zio Rostislav, principe di Smolensk, che controllava la maggior parte del territorio di Kiev, ottenendone l'investitura a pretendente al trono ed entrando in conflitto con Andrej Bogoljubskij, principe di Vladimir. Nel 1173, con l'aiuto dello zio Rostislav, prese il controllo di Kiev.
Tuttavia, dopo l'incoronazione di Svjatoslav Vsevolodič, principe di Černihiv, Jaroslav rifiutò di lasciare il trono. Costretto a fuggire da Kiev, si rifugiò a Luc'k lasciando moglie e figli nelle mani del rivale. Ma siccome il Principato di Černigov era stato attaccato da Oleg Svjatoslavič, principe di Novgorod-Severskij, Svjatoslav Vsevolodič lasciò presto Kiev, permettendo a Jaroslav di ritornarvi e di saccheggiare la città per Černihivdella mancata protezione offerta dagli abitanti alla sua famiglia. Svjatoslav Vsevolodič, impegnato a difendere le sue terre, accettò di riconciliarsi con Jaroslav e ne lasciò libera la famiglia in cambio di un riscatto.
Dopo la morte di Andrej Bogoljubskij (1174), vista l'avversione nei suoi riguardi del popolo di Kiev e le pressioni dello zio Rostislav, che aspirava a sua volta al trono della città, Jaroslav si ritirò di nuovo a Luc'k. In relazione a questi eventi, Jaroslav è menzionato per l'ultima volta nelle cronache. La sua morte è di solito fissata al 1180, anno in cui le cronache iniziano a parlare delle vicende legate ai suoi discendenti.

## Discendenza
Ebbe quattro figli:
- Ingvar Jaroslavič (circa 1152 - 1220), principe di Luck (1180 - 1220), Gran Principe di Kiev (1201 - 1203, 1204, 1212)
- Vsevolod Jaroslavič (? - 1209), principe di Dorogobuž
- Izjaslav Jaroslavič (? - 1195)
- Mstislav Jaroslavič il Muto (? - 1226), principe di Luck